# Guanyintempel van Anping
Guanyintempel van Anping is een daoïstische en boeddhistische tempel in Anping District, Táinán. De tempel werd in 1590 gesticht. In het vissersdorp Anping werd toen een beeld van Guanyin in een van de dorpshuizen vereerd. In 1826 werd een echte tempel gebouwd. Aan het einde van de 19e eeuw werd de tempel gerenoveerd. Het gebouw werd in 1986 deels gesloopt om plaats te maken voor verbreding van de autoweg. Zes jaar later werd de tempel weer geopend.
Deze tempel vormt samen met de Chenghuangtempel van Anping en de Kaitai Tianhoutempel van Anping de drie grote openbare tempels van Anping.
Het huidige gebouw bestaat uit een offerpaviljoen, Sanchuanhal (三川殿), offerhal (拜殿) en hoofdhal. In de hoofdhal staan de hoofdaltaar en de zijaltaren. Op het hoofdaltaar staat het beeld van Guanyin. Op het linkerzijaltaar staat Tudigong en rechts staat het altaar van Sun Wukong. Aan weerszijden van de hoofdhal worden Sangharama en Skanda vereerd.